# Inno nazionale del Libano
L'inno nazionale del Libano è anche noto dal suo primo verso come Kullunā li-l-waṭan, li-l-ʻulā li-l-ʻalam (arabo كلنـا للوطـن للعـلى للعـلم, «Tutti noi, per il nostro Paese, per la nostra gloria e bandiera»). Il testo è stato scritto da Rashid Nakhle, mentre la musica è stata composta da Wadih Sabra. Il brano è stato adottato come inno nel 1927.

## Testo
Arabo
كلنـا للوطـن للعـلى للعـلم
ملء عين الزّمن سـيفنا والقـلم
سهلنا والجبـل منبت للرجـال
قولنا والعمـل في سبيل الكمال
كلنا للوطن للعلى للعلم
كلّنا للوطن
شيخنـا والفتـى عنـد صـوت الوطن
أسـد غـاب متى سـاورتنا الفــتن
شــرقنـا قلبـه أبــداً لبـنان
صانه ربه لمدى الأزمان
كلنا للوطن للعلى للعلم
كلنا للوطن
بحـره بــرّه درّة الشرقين
رِفـدُه بــرّهُ مالئ القطبين
إسمـه عـزّه منذ كان الجدود
مجــدُهُ أرزُهُ رمزُهُ للخلود
كلّنا للوطن للعلى للعلم
كلّنا للوطن
Traslitterazione
Kullunā li-l-waṭan, li-l-ʻulā li-l-ʻalam
Milʼu ʻayn iz-zaman, sayfunā wa-l-qalam
Sahlunā wa-l-jabal, manbitun li-r-rijāl
Qawlunā wa-l-ʻamal fī sabīli l-kamāl
Kullunā li-l-waṭan, li-l-ʻulā li-l-ʻalam,
Kullunā li-l-waṭan
Šayḫunā wa-l-fatā, ʻinda ṣawṭi l-waṭan
ʼUsdu ġābin matā, sāwaratnā l-fitan
Šarqunā qalbuhu, ʼabadan Lubnān
Ṣānahu rabbuhu, li-madā l-azmān
Kullunā li-l-waṭan, li-l-ʻulā li-l-ʻalam,
Kullunā li-l-waṭan
Baḥruhu barruhu, durratu š-šarqayn
Rifduhu birruhu, māliʼu l-quṭbayn
ʼIsmuhu ʻizzuhu, munḏu kāna l-judūd
Majduhu ʼarzuhu, ramzuhu li-l-ḫulūd
Kullunā li-l-waṭan, li-l-ʻulā li-l-ʻalam
Kullunā li-l-waṭan